# 5e brigade parachutiste (Royaume-Uni)
Pour les articles homonymes, voir 5e brigade.
La 5e brigade parachutiste est une unité aéroportée de l'armée britannique pendant la Seconde Guerre mondiale. Créée en 1943, la brigade est affectée à la 6e division aéroportée et sert aux côtés de la 3e brigade parachutiste et de la 6e brigade aéroportée.
La brigade participe au débarquement des troupes aéroportées britanniques en Normandie lors de l'opération Tonga, où elle s'empare du canal de Caen et des ponts de l'Orne. Elle reste en Normandie jusqu'en septembre 1944, date à laquelle elle progresse jusqu'à l'embouchure de la Seine. Après un temps de repos en Angleterre, elle est engagée en réaction à l'offensive allemande dans les Ardennes. L'opération Varsity, la grande opération aéroportée alliée de la guerre, suit au début de l'année 1945. Après cela, la brigade progresse à travers l'Allemagne, atteignant la mer Baltique au moment de la fin des combats sur le théâtre européen.
La brigade est ensuite envoyée en Inde comme avant-garde de la 6e division aéroportée, mais la guerre prend fin avant qu'elle ne puisse participer aux combats contre le Japon. Au lieu de cela, la brigade participe au désarmement des forces japonaises en Malaisie et à Singapour, afin de restaurer la souveraineté britannique sur ces territoires. Elle passe ensuite à Java, pour y maintenir l'ordre, et y reste jusqu'à l'arrivée d'une force hollandaise qui la relève. La 5e brigade parachutiste rejoint ensuite le reste de la 6e division aéroportée en Palestine, mais est dissoute presque immédiatement après son arrivée, en août 1946.